# Окружни судија (Уједињено Краљевство)
Окружни судија јесте назив за нижег судију у Енглеској и Велсу. Постоје двије различите категорије ових судија.

## Окружне судије
Прва категорија окружних судија суди у Окружном суду (енгл. County Court) и до ступања на снагу  били су познати као регистратори окружног суда (енгл. County Court Registrars).
Друга категорија окружних судија суди у магистратским судовима (енгл. Magistrates' Courts) и до ступања на снагу  били су познати као плаћени магистрати (енгл. Stipendiary Magistrates.
Окружне судије обје категорије ословљавају се са „Sir“ односно .
Раније, окружне судије су могле бити именоване само из реда баристера или солиситора са најмање 7 година праксе. Међутим, од 2004. године када су прихваћене иницијативе за већу разноврсност у судству квалификациони период је промијењен. Сходно томе од 21. јула 2008. потенцијални окружни судија мора имати најмање 5 година праксе.

## Замјеници окружних судија
Замјеници окружних судија (енгл. Deputy District Judges) могу бити солиситори или баристери који хонорарно раде као окружне судије, али и пензионисане окружне судије. Ословљавају се такође са „Sir“ односно .
Раније, замјеници окружних судија су могли бити именовани само из реда баристера или солиситора са најмање 7 година праксе. Међутим, од 2004. године када су прихваћене иницијативе за већу разноврсност у судству квалификациони период је промијењен. Сходно томе од 21. јула 2008. потенцијални замјеник окружног судије мора имати најмање 5 година праксе.